# Анђело де Губернатис
Анђело де Губернатис (итал. Angelo De Gubernatis; Торино, 7. април. 1840 – Рим, 26. фебруар. 1913) био је италијански научник и публициста, стручњак за компаративну митологију, књижевник, оријенталиста и историчар књижевности.
Био је дописни члан Српског ученог друштва од 9. фебруара 1886. и почасни члан Српске краљевске академије од 15. новембра 1892.

## Биографија
Анђело де Губернатис рођен је у Торину, у грофовској породици. Његов деда био је војни капетан и службеник Министарства финансија. Анђело де Губернатис се школовао на универзитету у Торину. Још током студија радио је као гимназијски професор у градићу Кјери. Одмах по завршетку студија, 1862. године, именован је за професор латинске и грчке књижевносту у месту Лучера, а затим и за професора италијанске књижевности у месту Ивреа. Међутим, већ у новембру исте године напушта службу, јер је добио стипендију за усавршавање на студијама санскрта и компаративне граматике у Берлину. Вративши се у Италију 1863. године, добија место професора на студијама санскрта и компаративне лингвистике на Институту за више студије у Фиренци (Istituto di studî superiori di Firenze). Будући да је још у студентским данима објављивао чланке у различитим научним часописима, де Губернатис у јануару 1865. године покреће нови часопис за науку, књижевност и уметност, под нзивом Италијанска цивилизација (ит. La Civiltà italiana). Неколико недеља по основању часописа он се придружује анархистичкој групи Михаила Бакуњина и из политичких разлога подноси оставку на ово место. Међутим, анархистичке идеје га не држе дуго, па се 1867. године враћа свом професорском позиву и у Фиренци остаје све до 1890. године, када је добија место професора италијанске књижевности и санскрта на Универзитету у Риму, где предаје све до 1908. године.

## Најзначајнија дела
Гроф Анђело де Губернатис је био угледни италијански научник и публициста, стручњак за компаративну митологију. Покренуо је и уређивао неколико научних часописа, од којих треба истаћи Интернационалну ревију (итал. Revue Inernationale) који је почео да излази 1884. године у Фиренци. Објавио је велики број радова из области етнологији и упоредне митологије. Бавио се и оријенталистиком и у овој области главно његово дело је Историја италијанских путника у источне Индије (Storia dei viaggiatori italiani nelle Indie orientali, 1875). Из историје књижевности најважнија дела су му Библиографски речник савремених писаца и Велика историја светских књижевности у 18 томова. е Губернатис је био плодоносан и као аутор великог броја лирских и драмских дела, али у овим радовима није достигао већи квалитет, па су она углавном заборављена.

## Де Губернатис у Србији
Године 1886. Анђело де Губернатис је постао дописни члан Српског ученог друштва, а у фебруару 1897. године, на позив неколико српских пријатеља (бивши министри Стеван Поповић и Стојан Бошковић, професор Велике школе Миленко Веснић и Стојан Новаковић, доскорашњи председник Министарског савета) дошао у Београд. Том приликом био је примљен на Двору, а гостовао је и у домовима угледних српских представника науке Стојана Новаковића, Милана Ђ. Милићевића и Јована Жујовића.
У Београду је де Губернатис одржао три предавања. Прво предавање, „О улози жене у савременом друштву” одржано је у Двору, друго, „О народности и човечанству” у Грађанској касини, а треће, „О положају словенских народа у Европи” у Великој школи. Посебну пажњу привукло је треће предавање, о положају словенских народа у Европи, посебно балканских Словена. Сва три предавања су одмах објављена у часопису Дело, у мартовском, априлском и мајском броју. Предавање о улози жене у савременом друштву објавио је и часопис Женски свет. Исте године у београду је, на српском језику, објављено и његово дело Породица, отаџбина, човечанство
Губернатис је током боравка у Београду имао прилике да разговара о Србији и српском питању и да се снабде литературом и корисним обавештењима од правих познавалаца те материје. У децембру исте године завршио је у Риму рукопис своје књиге La Serbie et les Serbes и одмах је објавио у Фиренци. Било је то лепо штиво, настало на основу и сазнања и личних утисака. Са симпатијама је Губернатис у њој писао о Србији, Србима, њиховој прошлости, савременој организацији српске државе, српској цркви, војсци Србије, школству, државној управи, градовима, и спољним односима. У једној глави се Губернатис осврнуо и на свој боравак у Београду.
У Београду је Губернатис имао пријатељски сусрет са Новаковићем, а током више година они су водили међусобну преписку. Из ових контаката је уследило публиковање Новаковићевих текстова Lettre de Belgrade и Lettres de Belgrade у Губернатисовом часопису Revue Internationale 1884. године. Рад је публикован у преводу на српски језик у часопису Братство.
Утицај на српску културу де Губернатис је остварио и преко свог дела La mythologie des plantes, ou les legendes du regne vegetal (Митологија биљака, и легенде из биљног царства). Наиме, по угледу на ову књигу Павле Софрић Нишевљанин саставио је своју књигу Главније биље у народном веровању и певању код нас Срба, прву књигу написану на ову тему код нас.